# Tim Scott (politiker)
Timothy Eugene "Tim" Scott, född 19 september 1965 i Charleston i South Carolina, är en amerikansk republikansk politiker och ledamot av USA:s senat sedan 2 januari 2013. Han representerade South Carolinas första kongressdistrikt i USA:s representanthus 2011–2013.
Scott studerade vid Presbyterian College och Charleston Southern University. Därefter var han verksam som företagare.
Scott blev invald i representanthuset i mellanårsvalet i USA 2010 med stöd från Tea Party-rörelsen. Han efterträdde Henry E. Brown som kongressledamot.
Scott är den första afroamerikanska senatorn från South Carolina. Scott är även den första afroamerikanska senatorn att bli vald från södra USA sedan 1881, fyra år efter slutet av Rekonstruktionstiden.
2017 var Scott en av 22 senatorer, som undertecknade ett brev till president Donald Trump som uppmanade presidenten att dra  USA ut ur Parisavtalet.
I maj 2023 så meddelade Scott att han ställer upp i presidentvalet 2024, dock utan framgång och tvingades avsluta sin kampanj i november 2023.